# Carlos Andrés Pérez
Carlos Andrés Pérez (Rubio, Estat de Táchira, 27 d'octubre de 1922 - Miami, 25 de desembre de 2010) fou un polític veneçolà pertanyent al partit Acció Democràtica, que va exercir el càrrec de President de la República en dos períodes (1974-1979 i 1989-1993).

## Biografia
Va néixer a Vega de la Pipa, jurisdicció de la ciutat de Rubio, (Estat de Táchira), el 27 d'octubre de 1922, en el si d'una família dedicada al cultiu i comerç de cafè. El seu pare, Antonio Pérez Lemus, va ser un hisendat i comerciant d'ascendència espanyola i canària nascut en Chinácota, Departament Nord de Santander, Colòmbia però radicat a Veneçuela des de la fi del segle xix. La seva mare Julia Rodríguez era una veneçolana nascuda a la ciutat de Rubio, filla d'un hisendat prominent local i neta de refugiats de la Guerra Federal provinents de Barinas. Casats el 1905, el matrimoni d'Antonio i Julia va produir 12 fills del qual Carlos Andrés va ser el penúltim. Els seus altres germans són: Nicolas, Ana Julia, Antonio, Germán I, Ángela, Germán II, Jorge, Luis, Francisco, Miguel Ángel i Armando.
Va estudiar educació primària en Rubio en el Col·legi María Inmaculada, fins a 1935, sisè grau i el primer any de batxillerat.
La dictadura de Juan Vicente Gómez va tenir un profund impacte sobre la família Pérez. Querelles legals contra un cosí del dictador per deutes sense pagar, unides amb la crisi als mercats mundials i la consegüent baixa en els preus de cafè, van contribuir al declivi de la salut d'Antonio Pérez i dels ingressos familiars. A la seva mort el 1936, la vídua Julia Pérez es trasllada amb els seus fills a Caracas i és aquí on Carlos Andrés completa el batxillerat, en el liceu Andrés Bell d'aquesta ciutat, graduant-se de batxiller en filosofia.
Ja durant aquest temps, va mostrar les seves inclinacions per la política, en actuar com a president del Centre d'Estudiants d'aquesta institució. Es va casar el 1948 amb la seva cosina Blanca Rodríguez, i d'aquest matrimoni en nasqueren 6 fills: Sonia, Thaís, Martha, Carlos Manuel, María de Los Angeles i Carolina.

## Primera presidència
Durant el seu primer mandat, el país va ser conegut amb el sobrenom de "Veneçuela Saudita" a causa del flux de petrodòlars dels ingressos per l'exportació del petroli de Veneçuela, que va ser nacionalitzat l'1 de gener de 1976.

## Segon mandat
El seu segon mandat, a diferència de l'anterior, va estar marcat per escàndols de corrupció que culminarien amb la seva separació del càrrec, davant la declaració de procedència d'avantjudici de mèrits per part de la Talli Suprema de Justícia acusat malversació de fons públics i frau a la nació, i la crisi social manifesta en l'anomenat Caracazo. Tant els escàndols de corrupció com el Caracazo van ser utilitzats com a argument per Hugo Chávez i Hernán Grüber Odremán per a dos intents de cop d'Estat el 4 de febrer i el 27 de novembre de 1992, respectivament. En ser separat de les seves funcions pel Congrés Nacional el 21 de maig de 1993 pel delicte de malversació de fons públics, es va convertir en l'únic president en exercici en la història a ser destituït per una acció judicial.

## Etapa postpresidencial
Condemnat per la justícia, va recuperar la seva llibertat el 1999, resultant electe com a congressista en el Congrés bicameral, dissolt per l'Assemblea Nacional Constituent que va redactar la Constitució veneçolana de 1999. Autoexiliat a la República Dominicana i als Estats Units, va ser acusat de diversos delictes econòmics.
Després de la seva segona presidència, Pérez se separà de la seva esposa i passà a viure amb la seva secretària, Cecilia Matos, a Miami, lloc on morí el desembre de 2010.